# Le Trajet de la foudre
Le Trajet de la foudre est un roman policier de l'écrivain belge Stanislas-André Steeman paru en 1933, sous le titre L’Assassiné assassiné. Une nouvelle version paraît en 1944 sous le titre actuel. Les éditions récentes sont cependant datées par l'auteur : "Menton 1959", ce qui suppose une reprise, sans doute pour l'édition de 1960 dans la collection Un Mystère (n°536).
C'est la cinquième aventure de Monsieur Wens.

## Résumé
La riche Hélène Lafaille, divorcée puis veuve de Hyacinthe Van Aa, est trouvée morte dans sa chambre, le crâne fracturé. Puis c'est le corps de son fils Roger, douze ans, qui est découvert dans le jardin, la tempe droite sanglante. Mais l'examen révèle que la mère est morte d'une crise cardiaque et que l'enfant a été empoisonné, avant de devenir l'objet d'une mise en scène : tempe maquillée au "rouge Max Factor" et mercurochrome versé dans l'herbe autour de lui.
Hélène Lafaille et son fils laissent derrière eux un soupirant, Limbourg, et surtout de possibles héritiers : deux ex-beaux-frères, Hilaire et Hector Van Aa, et un neveu, Max Namur, tous suspects du meurtre. Monsieur Wens, « enquêteur sans mandat », entre en scène.

## Personnages
- Florence Valentin : gouvernante chargée du petit Roger.
- Max Namur : neveu d'Hélène Lafaille.
- Justin Doms : chauffeur d'Hélène Lafaille.
- Sabine Doms : femme de chambre d'Hélène Lafaille.
- Irma Doms : mère de Justin, cuisinière d'Hélène Lafaille.
- Louis Limbourg : ami d'enfance et soupirant d'Hélène Lafaille.
- Honoré Van Aa : ex-beau-père d'Hélène Lafaille.
- Hilaire et Hector Van Aa : fils d'Honoré.
- Luccia Necchi : amie d'Hélène Lafaille.
- Omer Oedenkoven: commissaire de police.
- Exelmans-Dupont : juge d'instruction.
- Wenceslas Vorobeïtchik, dit M. Wens
- Georges Dauby : placier en vins.
- Léon Louagie : employé de banque.

## Adaptation
Le roman a été adapté en 1994 pour la télévision belge (RTBF) par Jacques Bourton, avec Jacques Perrin, Élisabeth Bourgine et Béatrice Agenin.